# 藤山房伸
藤山 房伸（ふじやま ふさのぶ、1939年9月4日 - ）は、日本の音響製作者、アニメプロデューサー、元音響監督。神南スタジオ代表取締役。以前は藤山房延の名前でクレジットされていた。

## 来歴・人物
1962年、テレビ放送プロ入社。外国映画の日本語版制作を手掛ける。1977年、フリーになる。同年、『とびだせ!マシーン飛竜』でアニメーションの音響監督デビュー。1993年、株式会社 神南スタジオ設立。

## 主な担当作品

### テレビアニメ
1977年
- とびだせ!マシーン飛竜

1979年
- 闘士ゴーディアン

1980年
- まんがことわざ事典

1981年
- ゴールドライタン

1982年
- ときめきトゥナイト
- 陽あたり良好!
- 魔法のプリンセス ミンキーモモ

1983年
- 伊賀野カバ丸
- 魔法の天使クリィミーマミ

1984年
- 魔法の妖精ペルシャ

1985年
- タッチ
- 魔法のスターマジカルエミ

1986年
- あんみつ姫
- 魔法のアイドルパステルユーミ

1987年
- のらくろクン

1988年
- 鉄拳チンミ

1989年
- 昆虫物語 みなしごハッチ（リメイク版）
- たいむとらぶるトンデケマン!
- T・Pぼん

1990年
- 江戸っ子ボーイ がってん太助
- 三丁目の夕日

1992年
- お〜い!竜馬
- サラダ十勇士トマトマン

1994年
- 学校のコワイうわさ 花子さんがきた!!

1995年
- ズッコケ三人組楠屋敷のグルグル屋敷
- 闘魔鬼神伝ONI[3]
- 飛べ!イサミ

1996年
- 赤ちゃんと僕
- こちら葛飾区亀有公園前派出所

1997年
- CLAMP学園探偵団

1998年
- スーパードール★リカちゃん
- たこやきマントマン
- タッチ Miss Lonely Yesterday あれから君は…
- 突撃!パッパラ隊

1999年
- ごぞんじ!月光仮面くん

2000年
- 真・女神転生デビチル
- 陽だまりの樹

2001年
- 格闘料理伝説ビストロレシピ
- キャプテン翼（平成テレビ東京版）
- タッチ CROSS ROAD〜風のゆくえ〜

2002年
- 奇鋼仙女ロウラン
- げんき げんき ノンタン

2003年
- トントンあったと にいがたの昔ばなし

2004年
- レジェンズ 甦る竜王伝説（音響制作）

2006年
- 彩雲国物語
- 妖怪人間ベム（2006年版）

2008年
- チーズスイートホーム

2009年
- チーズスイートホーム あたらしいおうち

2010年
- はなかっぱ

2011年
- STEINS;GATE

2012年
- あらしのよるに 〜ひみつのともだち〜（音響制作）

2014年
- アカメが斬る!（企画）
- ヤマノススメ セカンドシーズン（企画）

2015年
- 干物妹!うまるちゃん（製作）
- VENUS PROJECT -CLIMAX-（企画）
- 温泉幼精ハコネちゃん（企画）
- あにトレ!EX（企画）

2016年
- 虹色デイズ（企画）
- 魔法少女なんてもういいですから。（企画）
- パンでPeace!（企画）
- ねこねこ日本史（企画）

### OVA
1985年
- 魔法のプリンセス ミンキーモモ 夢の中の輪舞

1987年
- 学園特捜ヒカルオン

1988年
- 神州魑魅変
- 冥王計画ゼオライマー

1989年
- あのこに1000%
- 海の闇、月の影
- エクスプローラーウーマン・レイ
- 聖獣機サイガード -CYBERNETICS・GUARDIAN-
- BE-BOY KIDNAPP'N IDOL

1990年
- A.D.POLICE
- 校内写生
- 戦国武将列伝 爆風童子ヒッサツマン

1991年
- 江口寿史の寿五郎ショウ
- おたくのビデオ
- ねこ・ねこ・幻想曲

1992年
- 紅いハヤテ
- 三毛猫ホームズの幽霊城主
- ハンサムな彼女
- るり色プリンセス

1993年
- アルスラーン戦記III・IV
- 今日から俺は!!
- モルダイバー（音響プロデューサー）

1994年
- 快楽の方程式 LEVEL-C
- KEY THE METAL IDOL
- KIZUNA -絆-
- 気分は形而上 実在OL講座
- 天使なんかじゃない
- プラスチックリトル
- 僕のセクシャルハラスメント
- ぼくはこのまま帰らない
- ワイルド7

1995年
- 腐った教師の方程式
- 卒業 〜Graduation〜
- プリンセス・ミネルバ
- ミネルバの剣士（第3巻以降）
- 女神天国

1996年
- KI・ME・RA
- ソニック・ザ・ヘッジホッグ
- 闘神伝

1997年
- AIKa

1998年
- 新・男樹

2000年
- KIRARA
- 超人ロック〜ミラーリング〜

2003年
- 羊のうた

2006年
- ぼくは王さま

### 劇場アニメ
1986年
- タッチ 背番号のないエース
- タッチ2 さよならの贈り物

1987年
- タッチ3 君が通り過ぎたあとに

1991年
- アルスラーン戦記
- 月光のピアス ユメミと銀のバラ騎士団

1992年
- アップフェルラント物語

1994年
- ダークサイド・ブルース

1999年
- こちら葛飾区亀有公園前派出所 THE MOVIE
- スーパードール★リカちゃん リカちゃん絶体絶命!ドールナイツの奇跡

2003年
- こちら葛飾区亀有公園前派出所 THE MOVIE2 UFO襲来! トルネード大作戦!!
- 良寛さん

2004年
- DEAD LEAVES

2005年
- あらしのよるに

2007年
- ピアノの森

2011年
- 豆富小僧

2012年
- グスコーブドリの伝記

### 吹き替え
- ウェンディの見る夢は
- エイリアン2 ※VHS・DVD版

### その他
- 科学少年J.Q（ビデオソフト版の日本語版演出・脚本）
- がんばれタッグス（日本語版演出）
- きまぐれオレンジ☆ロード（少年ジャンプ・スペシャルアニメ版）
- 私立ジャスティス学園 LEGION OF HEROES（音響監督）
- 情事の終り（日本語版演出）
- スタートリングアドベンチャーズ 空想3×大冒険（演出）